# Masahiko Yuh
Masahiko Yuh (悠 雅彦, Yū Masahiko, bürgerlicher Name Tadami Shibuya, * 1. November 1937 in Zushi, Präfektur Kanagawa; † 14. Oktober 2023) war ein japanischer Musikproduzent und Autor.

## Leben und Wirken
Masahiko Yuh gründete 1975 in Zusammenarbeit mit dem daligen Label Trio Records das Label Whynot, das Alben von Muhal Richard Abrams, Air, Kenny Barron, George Cables, Ted Curson, Andrew Cyrille, Walt Dickerson, Sonny Fortune, Chico Freeman, Fumio Karashima, Donald Smith, Charles Sullivan und anderen veröffentlichte, was ihm Anerkennung verschaffte. Während seiner Tätigkeit als Dozent an der Joshibi University of Art and Design schrieb er Konzertrezensionen für die Zeitung Asahi Shimbun und fungierte außerdem als Mitglied des Auswahlkomitees für verschiedene Musikpreise, darunter die der Agency for Cultural Affairs.
Des Weiteren produzierte Yuh Alben für die Label Atlantic, Baybridge, MPS, Paddle Wheel und Storyville, schrieb Liner Notes für Alben auf BYG Actuel, Baystate, CBS/Sony, Columbia, DIW, Denon, Globe, Philips, RCA, Trio, Venus und Victor. Außerdem war er Mitbegründer des Webmagazins Jazz Tokio, eines umfassenden Musik-Webjournals, und wurde schließlich dessen Direktor. Yuh fungierte auch als MC für Jazzkonzerte (mitgeschnitten wurde 1973 seine Ansage zu Beginn des Live-Albums Akisakila von Cecil Taylor und seiner Unit).
Zu seinen Büchern gehören „Modern Jazz Groups“, „My Jazz America“ und „History of Jazz Evolution, Deconstruction, and Rebirth“ (Ogaku no Tomosha); weiter ist er Co-Autor von „Masterpieces of Jazz CDs“ (Bunshun Shinsho). 2020 erhielt er den Chairman's Award der Japan Jazz Music Association.